# Ngumbul (Todanan)
Ngumbul is een bestuurslaag in het regentschap Blora van de provincie Midden-Java, Indonesië. Ngumbul telt 4411 inwoners (volkstelling 2010).